# Quebrada Oxa
La quebrada Oxa es un curso de agua que nace en las laderas occidentales del Altiplano de la Región de Arica y Parinacota y fluye con dirección general norte hasta desembocar en el río Tignamar, por su lado izquierdo.: 29 
Esta quebrada confluye con la quebrada Camiña que nace en el portezuelo de Marques y cuyo nombre aparece en los mapas. Juntas desembocan en el río Tignamar.
(No confundir con la quebrada Camiña o quebrada de Tana que desemboca cerca de Pisagua.) 

## Trayecto
La quebrada Oxa nace al poniente de las cabeceras del río Tignamar y durante su corto trayecto corre casi paralelo al río principal hasta que gira entonces hacia el norte y desemboca en el río Tignamar cerca de la localidad homónima.

## Caudal y régimen
Un informe de la Dirección General de Aguas calificaba la disponibilidad de recursos hídricos en 1998 de la siguiente manera:: 3.69  Los recursos que utilizan estas Comunidades de Aguas son escasos y son captados de diversos cauces que constituyen la cuenca del río San José, tales como los ríos Tignamar, Chapiquiña, Jaruma, Copaquilla , Moxuma, etc. y quebradas como las de Munnuntane, Oxa, Saxamar, Misana o Belén , etc. Estas comunidades no cuentan con personal de secretaría o de contabilidad ni con personal técnico, y se limitan a seguir los usos y costumbres respetadas, sin introducir mejoramientos en las obras comunes o en las fuentes de las cuales obtienen las aguas. Cada Comunidad de Aguas desarrolla sus actividades en forma independiente, ocupando la totalidad de los recursos disponibles, distribuyéndolo entre sus miembros, por turnos, en la forma señalada en los estatutos o de acuerdo a usos ancestrales de los mismos.
Los caudales más importantes bajan durante los meses de diciembre a marzo, época del llamado invierno boliviano, cuando ocurren lluvias de cierta importancia en la zona.: I.18 

## Historia
Luis Risopatrón lo describe en su Diccionario jeográfico de Chile (1924):: 611 
Oxa (Quebrada de). Tiene pastos, corre hacia el N i desemboca en la márjen S de la de Tignamar, en los alrededores del caserío de este nombre.